# آریا بابار
آریا بابار (به انگلیسی: Aarya Babbar) (زاده ۲۴ می ۱۹۸۲) بازیگر هندی است.
از فیلم‌هایی که وی در آن نقش داشته‌است می‌توان به تیز مار خان اشاره کرد.

## فیلم‌شناسی
فهرست برخی از فیلم‌هایی که آریا بابار در آنها به ایفای نقش پرداخته‌است:
- تیز مار خان
- آماده
- بذله‌گو
- گورو
- بوفالوی هیجان‌زده ماترو
- چمکو
- عشق خطرناک
- گچ و تخته پاک‌کن
- چهره
- در انتظار تو
- امسال
- زندان
- اذان